# Tamest
Tamest (in caratteri arabi: تأماست) è una città dell'Algeria facente parte del distretto di Fenoughil, nella provincia di Adrar.